# Parc nacional de Mtírala
El Parc nacional de Mtírala (en georgià: მტირალას ეროვნული პარკი; que significa «plorar»; anteriorment, Reserva de Tsiskara), és una zona protegida a la regió d'Adjària, Geòrgia. Amb una extensió aproximada de 15.698 hectàrees als municipis de Kobuleti, Khelvachauri i Keda al Caucas Menor occidental, està situada entre el mar Negre i les Muntanyes d'Adjària. També colinda amb les Àrees protegides de Kintrishi.

## Descripció

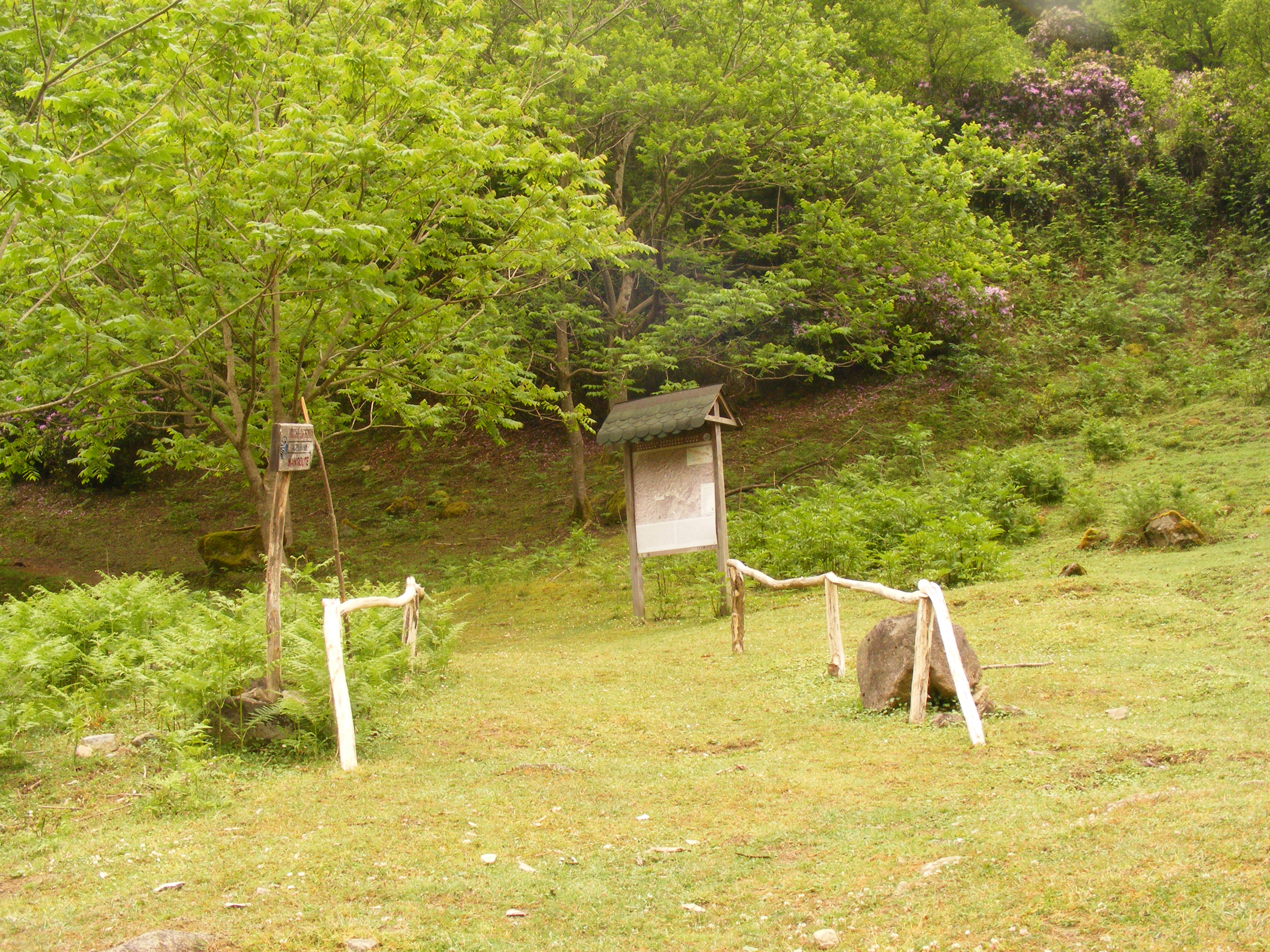
Començament de la principal ruta de senderisme pel Parc nacional Mtírala.

El Parc nacional de Mtírala és una ecoregió dels Boscos caducifolis del Pont Euxí i la Còlquida, que inclouen boscos de castanyers dolços i faigs orientals amb rododendres pòntics, sotaboscos de llorer-cirer i boix còlquic i una varietat de lianes. La fauna registrada és l'os bru, el cabirol i el senglar, mentre que l'avifauna inclou l'àguila calçada, el duc i l'oriol. Entre els amfibis que habiten el parc es troben la salamandra caucàsica, el gripau caucàsic, la granota comuna i l'escurçó caucàsic. El mont Mtírala és una de las zones més humides del país. El nom de Mtírala (que significa «plorar») es deriva dels 4.520 mil·límetres de precipitació anual, el que la converteix en una de les zones més humides de l'antiga Unió Soviètica.